# Mesovelia horvathi
Mesovelia horvathi är en insektsart som beskrevs av Olov Lundblad 1933.
Mesovelia horvathi ingår i släktet Mesovelia och familjen vattenspringare. Inga underarter finns listade i Catalogue of Life.